# قصف تكتيكي
القصف التكتيكي هو هجوم حربي، تستعمل فيه الطائرات، على منطقة قوات معادية تحتوي على حشود عسكرية وعتاد حربي. وبعكس القصف الإستراتيجي، الذي يهجم على مدن العدو وصناعته لكسر قدرته على الحرب.
ظهر القصف التكتيكي في الحرب العالمية الأولى عندما رمى طيارون، عبر نوافذهم المفتوحة، قنابل صغيرة على حشود عسكرية معادية. ومثال ذلك ما وقع في معركة نوف شابل سنة 1915 عندما رمى طيارو سلاح الجو البريطاني قنابلا على خطوط السكة الحديدية الألمانية.
في الحرب العالمية الثانية أصبحت الأمور أكثر تطورا بظهور طائرات حاملة للقنابل.
في وقتنا الحالي، يستعمل نوع جديد من القنابل يعرف بالذكية أو القنابل عالية الدقة.
للقصف التكتيكي مهمتان أساسيتان، أولهما توفير دعم جوي مرافق لقصف مناطق الأعداء التي تقترب من القوات الصديقة. وثانيهما قصف المناطق البعيدة.